# 圣特里莫埃勒
圣特里莫埃勒（法語：Saint-Trimoël，法語發音：[sɛ̃ tʁimwɛl]）是法国阿摩尔滨海省的一个市镇，位于该省中东部，属于圣布里厄区。

## 地理
圣特里莫埃勒（48°23'10"N, 2°32'56"W）面积8.35 平方千米，位于法国布列塔尼大區阿摩尔滨海省，该省份为法国西北部沿海省份，位于布列塔尼半岛北部，北濒大西洋英吉利海峡，西接菲尼斯泰尔省，南至莫尔比昂省，东临伊勒-维莱讷省。
与圣特里莫埃勒接壤的市镇（或旧市镇、城区）包括：布雷昂、朗代昂、庞吉利、圣格朗、特雷布里、朗巴勒阿摩尔。

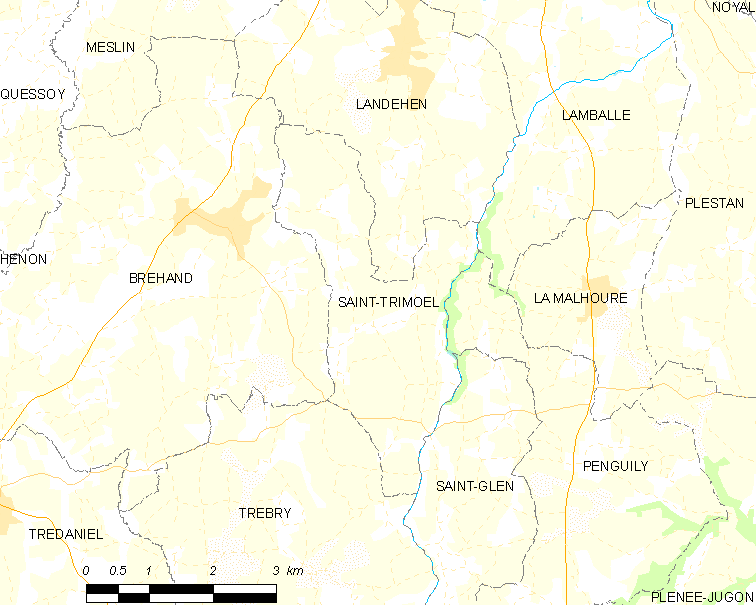
圣特里莫埃勒的OSM定位图

圣特里莫埃勒的时区为UTC+01:00、UTC+02:00（夏令时）。

## 行政
圣特里莫埃勒的邮政编码为22510，INSEE市镇编码为22332。

## 政治
圣特里莫埃勒所属的省级选区为普莱内瑞贡县。

## 人口

1962-2008年间圣特里莫埃勒人口变化图示

圣特里莫埃勒于2022年1月1日时的人口数量为521人。